# Nihootekiore Rapids
Die Nihootekiore Rapids sind Stromschnellen des Whakatāne River in der Region Bay of Plenty auf der Nordinsel Neuseelands. Sie liegen östlich der Ortschaft Murupara im Gebiet des Te Urewera.